# مدارس الظهران الأهلية
مدارس الظهران الأهلية (بالإنجليزية: Dhahran Ahliyyah School)‏ هي مدرسة خاصة تقع في مدينة الظهران المنطقة الشرقية في السعودية. تأسست المدرسة سنة 1977، كانت في الأصل مدرسة نهارية يتم التدريس فيها باللغة العربية، هي الآن مدرسة ثنائية اللغة تتحرك تدريجياً نحو منهج دولي أكثر. حصلت المدرسة على الاعتماد من جمعية المدارس والثانويات في المنطقة الشمالية الوسطى الأمريكية، أي أن الدبلوم الذي تقدمه المدرسة مُعترف به في السعودية والولايات المتحدة على حد السواء. مدارس الظهران الأهلية هي مدرسة مُعتمدة لبرنامج سنوات البكالوريا الدولية (بالإنجليزية: International Baccalaureate)‏ وهي تسعى للحصول على تصريح لبرنامج السنوات المتوسطة كجزء من طموحها لتُصبح مدرسة باكالوريا دولية عالمية.

## الطلاب
بلغ العدد الإجمالي لطلاب المدرسة 2025 طالب في 2017-2018. يتراوح العدد في كل فصل ما بين 22 و27 بمعدل حوالي 25 طالب لكل فصل. حوالي 95٪ من الطلاب هم سعوديون وحوالي 5٪ المتبقية هم من البلدان العربية الأخرى. 

## المنح الدراسية
لا تتوفر المدرسة على أية برامج للمنح الدراسية، لذا يدفع الطلاب جميع رسوم وتكاليف الدراسة، ويدفع بعض الطلاب أيضا مقابل خدمة المواصلات التي تقدمها المدرسة. يدفع الطلبة من عائلات موظفي شركة أرامكو أقل من 50٪ من إجمالي الرسوم الدراسية كجزء من الاتفاقية المبرمة بين المدرسة والشركة لاستئجار مبنى المدرسة. 

## لغات التدريس
يتم التدريس في المدرسة باللغتين العربية والإنجليزية. 

## الأندية والخدمات الاجتماعية وألعاب القوى
يشارك جميع الطلاب في المرحلة الابتدائية الثالثة فما فوق في أنشطة النوادي والمشاريع الاجتماعية خلال ساعات الدراسة العادية. 
النوادي الأكثر شعبية بين الطلاب هي نموذج الأمم المتحدة وفريق الروبوتات. ترسل المدرسة طُلابها إلى المؤتمرات الدولية في مختلف البلدان. تستضيف المدرسة مؤتمر نموذج الأمم المتحدة السنوي لكلا الجنسين. شارك فريق الروبوتات في العديد من المسابقات الوطنية والدولية مثل بطولة فيرست ليغو (FLL) وFTC، كما حصل الفريق على المركز الأول في بطولة فيرست ليغو العالمية 2012 في سانت لويس بولاية ميسوري؛ والمركز الأول في بطولة أوروبا المفتوحة في دلفت، هولندا. 

## الباكالوريا الدولية
في عام 2017، حصلت مدرسة الظهران الدولية على ترخيص برنامج البكالوريا الدولية في برنامج سنوات المرحلة الابتدائية.

## روابط خارجية
- الموقع الرسمي
- المؤسسة على موقع بي بي سي نيوز